# Kacper Kowalski
Kacper Kowalski (ur. 1977) – polski fotografik, architekt, pilot. Specjalizuje się w zdjęciach wykonywanych z lotu ptaka (z paralotni, a także wiatrakowca).

## Życiorys
Kacper Kowalski urodził się w 1977 roku. Ukończył studia na Wydziale Architektury Politechniki Gdańskiej.
Specjalizuje się w fotografii z lotu ptaka. Wykorzystując niezwykłą perspektywę i kontrolę nad obrazem, jaką posiada będąc jednocześnie fotografem i pilotem, pokazuje niedostępne na co dzień naturalne pejzaże i krajobrazy miejskie. Tak powstają odrealnione, niemal graficzne fotografie – obrazy, przedstawiające wzory, symetrie i asymetrie tworzone przez człowieka i naturę.
Kowalski otrzymał nagrody i wyróżnienia w najważniejszych polskich i międzynarodowych konkursach fotograficznych: World Press Photo (2009, 2014 i 2015), Picture of The Year International – POYi (2012, 2014 i 2015), Grand Press Photo (2009, 2011, 2012, 2013 i 2014), Nikon Photo Contest International, National Geographic, Sony World Photography Award, International Photography Awards (IPA), Best Of Photojournalism (NPPA). W styczniu 2014 roku ukazał się pierwszy debiutancki album "Efekty uboczne".
Kacper Kowalski jest reprezentowany przez brytyjską agencję prasową Panos Pictures. Artysta mieszka i pracuje w Gdyni.

## Fotografia – nagrody
- 2014

World Press Photo – druga nagroda w kategorii Natura – seria 'Toxic Beauty

Picture Of the Year (71 POYi) – III nagroda, kategoria: Natura – seria "Głębia zimy"

Sony World Photography Awards – finalista dla serii: “sroga zima”

Sony World Photography Awards – nominacja dla serii: “chiny / zmieniająca się tożamość”

BZ WBK Press Photo – II nagroda / natura / seria “Głębia Zimy”
- 2013

Best of Photojournalism (NPPA) – III nagroda – zdjęcia pojedyncze
Grand Press Photo – I nagroda – sport – zdjęcie pojedyncze
Gdańsk Press Photo – wyróżnienie – fotografia spoza regionu – zdjęcie pojedyncze 
Gdańsk Press Photo – I nagroda – życie codzienne – zdjęcie pojedyncze 
- 2012

Picture Of the Year (69 POYi) – III nagroda, kategoria: Natura – reportaż (toxic beauty) 
Emirates Photography Competition – 1st prize / Nature / single
BZ WBK Press Photo – I nagroda, kategoria: Natura – reportaż (toxic beauty)
Grand Press Photo -II nagroda, kategoria: Natura – reportaż (toxic beauty)
- 2011

Leica Oskar Barnack Award – reportaż „Powódź z nieba – Sandomierz 2010” w finale konkursu.
Grand Press Photo – I nagroda, kategoria: Natura – reportaż
Gdańsk Press Photo – Grand Prix 2011,
Gdańsk Press Photo – wyróżnienie, kategoria: Fotografia spoza regionu
BZ WBK Press Photo – II nagroda, kategoria: Natura – reportaż
Prasowe Zdjęcie Roku KFP – nominacja do nagrody – zdjęcie pojedyncze
International Photography Award (IPA) – II Nagroda – kategoria architektura,
International Photography Award (IPA) – wyróżnienie w kategorii Natura,
- 2010

Sony World Photography Awards – nominacja dla serii: “plus minus” 
Sony World Photography Awards – nominacja dla serii: “toxic beauty” 
Sony World Photography Awards – nominacja dla serii: “tracklog”  
BZ WBK Press Photo – I nagroda, kategoria: Natura – reportaż 
Gdańsk Press Photo – I nagroda, kategoria: Życie i świat wokół nas – reportaż
Gdańsk Press Photo – wyróżnienie, kategoria: Fotografia spoza regionu
- 2009

World Press Photo  – II nagroda, kategoria: Arts and Entertainment- reportaż
NIKON Photo Contest International  – nagroda 75th NIKKOR Anniversary Award
International Photography Award (IPA) – tytuł Nature Photographer of the Year,

International Photography Award (IPA) – I nagroda, Natura – reportaż
International Photography Award (IPA) – II nagroda, Natura – reportaż
International Photography Award (IPA) – III nagroda, fotografia specjalna
International Photography Award (IPA) – 20 wyróżnień
Grand Press Photo – II nagroda, kategoria: Natura – reportaż
Grand Press Photo – III nagroda, kategoria Natura – zdjęcie pojedyncze
Prasowe Zdjęcie Roku KFP – nominacja do nagrody – zdjęcie pojedyncze
BZWBK Press Photo – 3 nagroda, przyroda, reportaż
Gdańsk Press Photo – nagroda i wyróżnienie
Album Dla Gdańska 2009 – II MKF – nagroda
- 2008

Album Dla Gdańska 2008 – I MKF – nagroda za zdjęcie pojedyncze
International Photography Awards (IPA) – 9 wyróżnień 
Gdańsk Press Photo 2008 – I nagroda, kategoria „Życie wokół nas” – cykl zdjęć
- 2007

III WKF National Geographic – wyróżnienie.
Gdańsk Press Photo 2007 – wyróżnienie, kategoria „świat wokół nas” zdjęcie pojednyncze
- 2006

BZ WBK Press Photo – III nagroda, kategoria: Natura – zdjęcie pojednyncze
Gdańsk Press Photo 2006 – nagroda, kategoria „świat wokół nas” zdjęcie pojednyncze
Gdańsk Press Photo 2006 – wyróżnienie, kategoria „świat wokół nas” zdjęcie pojednyncze

## Lotnictwo
Kacper Kowalski jest pilotem paralotniowym od 1996 roku. W 2005 roku zdobył uprawnienia instruktorskie. W latach 2002–2010 startował w zawodach paralotniowych w konkurencjach XC-Open (cross country), które polegają na pokonaniu jak najdłuższego dystansu przy wykorzystaniu jedynie siły wiatru i prądów powietrznych. Od 2010 roku Kowalski posiada uprawnienia pilota wiatrakowcowego.
Osiągnięcia sportowe:
- 2 miejsce w światowej klasyfikacji XC Open World Series 2009,
- Mistrz XCC Polska w 2008 i Mistrz OLC Polska w 2005 roku,
- pierwszy Polak, który przeleciał ponad 200 km bez napędu,
- cztery razy ustanawiał rekordowe loty na paralotniach.

W latach 2009–2014 był zaangażowany w prace społeczne na rzecz Aeroklubu Polskiego w komisji specjalnościowej KLiP (Komisja Lotniowa i Paralotniowa) przy zarządzie AP. Dwukrotnie pełnił społeczną funkcję wiceprezesa w Gdyńskim Stowarzyszeniu Paralotniarzy "Glide Club Gdynia". Jest współtwórcą platformy XCPortal.